# Mario Maschio
Mario Maschio (Torino, 1931 – Torino, 21 dicembre 2013) è stato un batterista italiano.

## Biografia
Figlio di Paolo Maschio, percussionista dell'Orchestra Sinfonica dell'Eiar e compositore (che nel 1931 aveva anche un negozio di dischi e strumenti musicali in via Nizza, a Torino), studia pianoforte al Conservatorio Giuseppe Verdi di Torino ed inizia a suonare anche la batteria da autodidatta.
Nel 1948 forma un complesso jazz con alcuni amici - Piero Angela al pianoforte, Nini Rosso, Sergio Fanni ed Oscar Valdambrini alla tromba, Renato Germonio alla fisarmonica e Maschio alla batteria - con cui inizia ad esibirsi nei locali cittadini.
Entra poi nel 1951 nell'Orchestra del Jazz Club Torino (con Meo Fais al contrabbasso, Nini Rosso e Sergio Fanni alla tromba, Corrado Padovano al trombone, Piero Angela al pianoforte e Franco Pisano alla chitarra) e nello stesso anno forma la Storyville Jazz Band (con Gino Luone al contrabbasso, Nini Rosso alla tromba, Corrado Padovano al trombone, Piero Angela al pianoforte e Giorgio Giacosa al clarino).

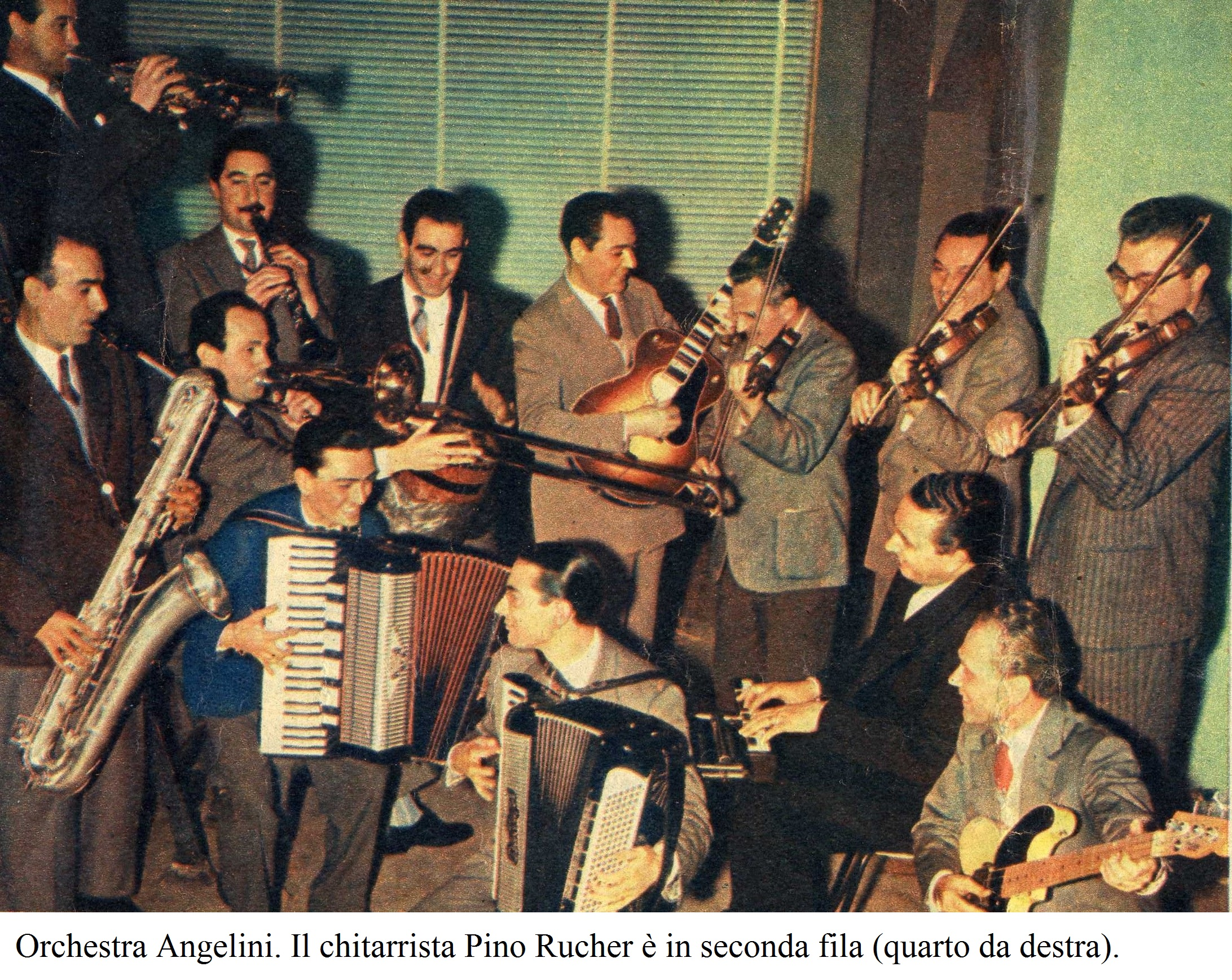
Orchestra Angelini. Il chitarrista Pino Rucher (quarto da destra, seconda fila), il batterista Mario Maschio (terzo da sinistra, seconda fila), il violinista Emilio Daniele (secondo da destra)

L'anno successivo entra nell'Orchestra della Canzone diretta dal Maestro Cinico Angelini, con cui partecipa al Festival di Sanremo 1952, alle due edizioni successive e, dopo una pausa, al Festival di Sanremo 1957 (dove conosce la cantante Tonina Torrielli, con cui si fidanza poco tempo dopo); partecipa inoltre a tutte le incisioni che l'Orchestra Angelini realizza con l'etichetta Cetra per vari cantanti, tra cui Nilla Pizzi, Achille Togliani, Carla Boni, Gino Latilla e il Quartetto Cetra.
Continua comunque a suonare jazz e nel 1955 entra nel Gianni Basso Quartet (con Gino Luone al contrabbasso, Adelmo Prandi al pianoforte e Gianni Basso al sax.
Nel 1957 lascia l'orchestra Angelini ed entra in quella di William Galassini come vibrafonista, attività che continua anche l'anno dopo quando entra nell'orchestra di Armando Trovajoli; con entrambe le formazioni realizza altre incisioni.
Nel 1960 sposa Tonina Torrielli, lascia l'Orchestra Trovajoli e diventa il pianista della moglie, che accompagna in varie tournée mondiali in Canada, Stati Uniti, Australia, Spagna e Svizzera.
Quando la moglie nel 1965 si ritira, dopo la nascita della figlia Paola, anche Mario Maschio abbandona l'attività musicale e si dedica al negozio del padre che dal 1962 si è trasferito da via Nizza a piazza Castello, e che chiuderà nel 2003.
Muore a 82 anni all'Ospedale Gradenigo di Torino.